# Foreningen af Danske Lægestuderende
Foreningen af Danske Lægestuderende eller i daglig tale FADL er en forening for danske medicinstuderende.
FADL blev stiftet i 1954 for at varetage de medicinstuderendes interesser, når de i deres fritid tog arbejde på hospitaler som sygeplejevikarer, ventilatører, lægevikarer eller studenter-undervisere. FADL opstod i sin tid som en direkte følge af den store polioepidemi, der ramte Danmark i 1952, hvor mange tusinde mennesker blev ramt af lammelser og ikke kunne trække vejret selv. Der var der brug for flere hænder på hospitalerne, og her aflastede de lægestuderende sygeplejerskerne.
FADL voksede med tiden og betegner nu sig selv som "en faglig stands- og interesseorganisation", der omfatter fire selvstændige foreninger:
- Hovedforeningen (HF)
- Københavns Kredsforening (KKF)
- Århus Kredsforening (ÅKF)
- Odense Kredsforening (OKF)

FADL bliver ligeledes repræsenteret i Aalborg af Aalborg Lokalenhed, som er organiseret under ÅKF.
Under Hovedforeningen er placeret følgende nationale udvalg
- Overenskomstudvalget (OKU)
- Sygepleje- og ventilatørgruppen (SVG)
- Lægevikargruppen (LVG)
- Universitetsansattegruppen (UAG)
- Uddannelsespolitisk Udvalg (UPU)
- Nationalt Medlemsfordelsudvalget (NMFU)

Derudover står FADL også bag en række andre foretagender, herunder væsentligst FADLs Vagtbureau, der administrerer fordelingen af hospitalsvagter til medicinstuderende, og FADL's Forlag, der udgiver fagrelevant litteratur.